# غوتنبرغ

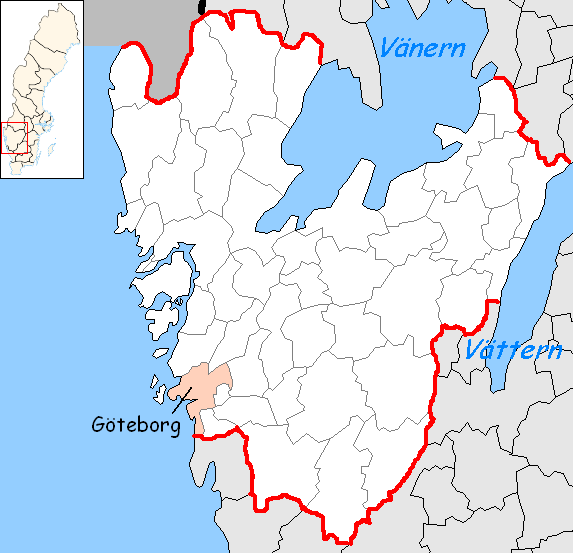
موقع غوتنبرغ

غوتنبرغ (بالسويدية: Göteborg) هي مدينة وبلدية تقع في مقاطعة فاسترغوتلاند في الساحل الغربي من السويد، في كاتيغات بالقرب من بحر الشمال. في عام 2005 بلغ عدد سكان المدينة 487000 نسمة، وهي ثاني أكبر مدن السويد بعد ستوكهولم، وأهم موانئ البلاد. تلقب المدينة محلياً بـ «لندن الصغرى».
تقع المدينة حيث يتفرغ نهر جوتا (Göta älv) في كاتيغات، ويقسم النهر المدينة لنصفين. تأسست المدينة في عام 1621 بواسطة الملك السويدي غوستاف الثاني أدولف بعد أن غزا المنطقة التي كانت تحت حكم الدانمارك-النروج. تحتوي المدينة على جامعة غوتنبرغ وجامعة تشالمرس للتكنولوجيا، وتعتبر من المدن التعليمية فيوجد بها أكبر عدد من طلاب الجامعة في إسكندنافيا. كما يوجد فيها مصنع فولفو للسيارات.

## أخرى
عينت غوتنبرغ في عام 2012 عاصمة الطهي في السويد وعزز ذلك سمعتها بوصفها بؤرة تذوق الطعام في شمال أوروبا.

## أعلام
- أليسيا فيكاندير
- بيو دي باي
- أرفيد كارلسون
- بيورن أولفايوس
- ستيلان سكارسغارد
- كارل العاشر غوستاف
- كورت توخولسكي
- أندرس سفينسون
- غونار غرين
- هينينغ مانكل

## وصلات خارجية
- الموقع الرسمي (بالسويدية)